# River Claire (vattendrag i Grenada)
River Claire är ett vattendrag i Grenada.   Det ligger i parishen Saint Mark, i den norra delen av landet, 15 km norr om huvudstaden Saint George's. River Claire ligger på ön Grenada.